# Boryszewo
Boryszewo (deutscher Name Büssow) ist ein Dorf in der Woiwodschaft Westpommern in Polen. Es gehört zur Gmina Darłowo (Gemeinde Rügenwalde) im Powiat Sławieński (Schlawer Kreis).

## Geografische Lage
Das Dorf liegt in Hinterpommern auf einem flachen Höhenzug von 15 Metern über dem Meeresspiegel am westlichen Rand des Grabowa- (Grabow-)Tals. Bis nach Darłowo (Rügenwalde) sind es 15 Kilometer, bis zur Kreisstadt Sławno (Schlawe) 23 Kilometer.
Nachbarorte sind im Westen Gleźnowo (Steinort), im Nordwesten Bukowo Morskie (See Buckow), im Osten Jeżyce (Altenhagen) und Jeżyczki (Neuenhagen, Abtei) und im Süden Dobiesław (Abtshagen).

## Ortsname
Im 13. Jahrhundert hieß das Dorf Borisowe, erst später Büssow, und heute Boryszewo. Die Zisterziensermönche, des Klosters Buckow, denen der Ort gehörte, kamen vom Kloster Dargun, das u. a. die Dörfer Siedenbüssow und Hohenbüssow bei Demmin besaß. Vielleicht haben die Siedler aus diesen Dörfern den Namen mitgebracht.
Der Ortsname „Büssow“ kommt auch noch in den ehemaligen pommerschen Landkreisen Friedeberg/Neumark (der Ort heute heißt polnisch Buszów), Kolberg-Körlin (heute Byszewo) und Regenwalde (heute Byszewo) vor.

## Geschichte
Im Jahre 1248 übereignet Herzog Swantopolk II. von Pomerellen das Dorf Borisowe an das Zisterzienserkloster Dargun in Mecklenburg, 1308 wird dieser Ort als Wüstung bezeichnet und neu besiedelt. Büssow wurde ein Abteidorf des Klosters Buckow und blieb es, bis es nach der Reformation in Pommern 1535 in das Rügenwalder Amt integriert wurde.
Um 1780 hatte Büssow ein Vorwerk, vier Landkossäten, sechs Straßenkossäten und einen Büdner. 1818 leben hier 190 Menschen. Die Zahl der Einwohner steigt 1871 auf 265, und 1939 beträgt ihre Zahl 242. Die Gemeinde war fast rein agrarisch strukturiert. Bis 1945 gehörte zur Gemeinde Büssow der Wohnplatz Karlskamp (heute polnisch: Kępka), etwa zwei Kilometer nordöstlich des Dorfes.
Gegen Ende des Zweiten Weltkriegs wurde Büssow am 6. März 1945 von sowjetischen Truppen auf ihrem Vormarsch nach Rügenwalde besetzt. Nach Kriegsende wurde das Dorf unter polnische Verwaltung gestellt, und es begann die Zuwanderung von Polen und die Verdrängung und Vertreibung der deutschen Bevölkerung. Büssow wurde von den Polen in Boryszewo umbenannt.
Boryszewo ist heute ein Teil der Gmina wiejska Darłowo im Powiat Sławieński.

## Amtsbezirk Büssow
Das Dorf Büssow war bis 1945 Sitz des nach ihm benannten Amtsbezirks im Landkreis Schlawe i. Pom. Zugehörige Gemeinden waren außer Büssow Böbbelin, Neuwasser, See Buckow, See Suckow und Steinort.

## Standesamt Büssow
Dem Standesamt Büssow, das seinen Sitz allerdings in See Buckow (Bukowo Morskie) hatte, waren die Gemeinden Böbbelin, Neuwasser, See Buckow und Steinort zugeordnet.

## Kirche
Mit den Dörfern Böbbelin, Neuwasser, Steinort und der (später nach Petershagen ausgepfarrten) Filialgemeinde Pirbstow war Büssow in das Kirchspiel See Buckow eingepfarrt. Es lag im Kirchenkreis Rügenwalde der Kirchenprovinz Pommern der evangelischen Kirche der Altpreußischen Union. Der letzte deutsche Geistliche war Waldemar Knieß.
Waren die Büssower Einwohner vor 1945 fast ausnahmslos evangelisch, so überwiegt heute in Boryszewo die katholische Konfession. Die wenigen evangelischen Gemeindeglieder werden vom Pfarramt Koszalin (Köslin) in der Diözese Pommern-Großpolen der polnischen Evangelisch-Augsburgischen (d. h. lutherischen) Kirche betreut.

## Schule
Die bis 1945 betriebene einklassige Volksschule mit Lehrerwohnung war im 19. Jahrhundert als Fachwerkbau errichtet worden. Letzter deutscher Lehrer war Johannes Köhler.

## Verkehr
Eine Stichstraße, die von der Nebenstraße Bielkowo (Beelkow) – Przystawy (Pirbstow) – Malechowo (Malchow) abzweigt, führt direkt in das Bauerndorf. Die nächste Bahnstation Wiekowo (Alt Wieck) an der Bahnstrecke Stargard Szczeciński–Gdańsk liegt sechs Kilometer entfernt.